# Harmothoe capitulifera
Harmothoe capitulifera är en ringmaskart som beskrevs av E. Ditlevsen 1911. Harmothoe capitulifera ingår i släktet Harmothoe och familjen Polynoidae. Inga underarter finns listade i Catalogue of Life.